# Puccinia suksdorfii
Puccinia suksdorfii ist eine Ständerpilzart aus der Ordnung der Rostpilze (Pucciniales). Der Pilz ist ein Endoparasit der Korbblütlergattung Agoseris. Symptome des Befalls durch die Art sind Rostflecken und Pusteln auf den Blattoberflächen der Wirtspflanzen. Sie ist im Westen der USA verbreitet.

## Merkmale

### Makroskopische Merkmale
Puccinia suksdorfii ist mit bloßem Auge nur anhand der auf der Oberfläche des Wirtes hervortretenden Sporenlager zu erkennen. Sie wachsen in Nestern, die als gelbliche bis braune Flecken und Pusteln auf den Blattoberflächen erscheinen.

### Mikroskopische Merkmale
Das Myzel von Puccinia suksdorfii wächst wie bei allen Puccinia-Arten interzellulär und bildet Saugfäden, die in das Speichergewebe des Wirtes wachsen. Ihre Spermogonien wachsen systemisch und beidseitig auf den Oberflächen der Wirtsblätter. Die Aecien der Art sind unbekannt. Uredien fehlen dem Pilz. Die beidseitig wachsenden Telien der Art sind schwarzbraun, systemisch und unbedeckt. Die kastanienbraunen Teliosporen sind zweizellig, in der Regel ellipsoid bis breitellipsoid, stachelwarzig und meist 35–45 × 27–35 µm groß. Ihre Stiele sind farblos.

## Verbreitung
Das bekannte Verbreitungsgebiet von Puccinia suksdorfii reicht von Montana und Washington bis nach Arizona.

## Ökologie
Die Wirtspflanzen von Puccinia suksdorfii sind diverse Agoseris-Arten. Der Pilz ernährt sich von den im Speichergewebe der Pflanzen vorhandenen Nährstoffen, seine Sporenlager brechen später durch die Blattoberfläche und setzen Sporen frei. Die Art durchläuft einen mikrozyklischen Entwicklungszyklus mit Spermogonien, Aecien und Telien. Als autoöker Parasit macht sie keinen Wirtswechsel durch.